# Ez csak egy film
Az Ez csak egy film , angol címén Rough Cut (hangul: 영화는 영화다, Jonghvanun jonghvada, RR: Yeonghwaneun yeonghwada; „Ez csak egy film”) 2008-ban bemutatott alacsony költségvetésű dél-koreai film Kim Gidok forgatókönyvéből, Csang Hun első rendezése, a főszerepben Szo Dzsiszop és Kang Dzsihvan látható. Dél-Koreában kasszasiker volt, 1 307 688 jegyet adtak el rá. Az alkotás számos díjat nyert.
A Rough Cut film a filmben, az eredeti stáb több tagja is feltűnik a filmbeli film filmforgatásán.
Magyarországon az Uránia Nemzeti Filmszínházban vetítették 2013 novemberében a 6. koreai filmhét keretében.

## Történet
Szutha sikeres színész, azonban igen öntelt, nagyképű és nem bírja visszafogni magát. Az akciójelenetek során egymás után küldi kórházba a színésztársait, így már senki sem akar vele dolgozni, emiatt pedig úgy tűnik, a film csődbe megy. Egy szórakozóhelyen a színész belebotlik egy valódi gengszterbe. Kangphe egy gazdag alvilági figura verőlegénye, de világ életében arra vágyott, hogy színész lehessen. Szutha, más választása nem lévén, megkéri Kangphét, legyen az ellenfele az akciófilmben. Kangphe azonban csak akkor egyezik bele, ha nem koreografáltan, hanem igazából harcolnak egymás ellen a kamerák előtt.

## Szereplők
- Kangphe (강패), a gengszter (neve a 깡패 kkangphe, „gengszter” szó paródiája): Szo Dzsiszop
- Szutha (수타), a színész (neve a 스타 szutha, „sztár” szó paródiája): Kang Dzsihvan
- Kang Mina színésznő: Hong Szuhjon
- Pong rendező: Ko Cshangszok
- Szutha barátnője: Csang Hidzsin

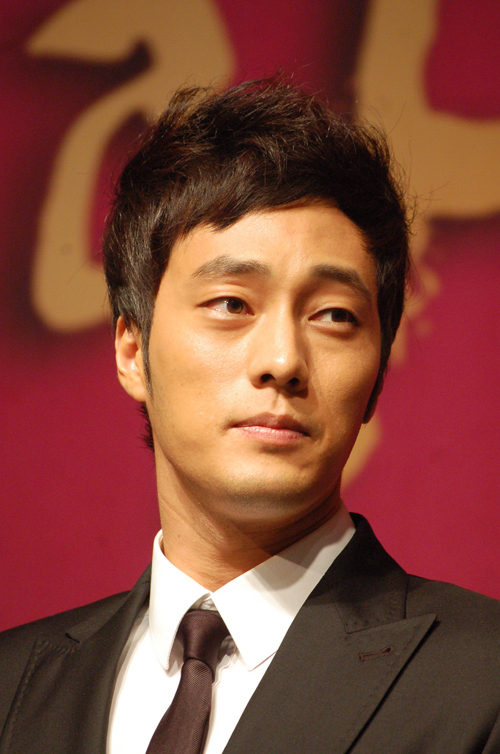
Szo Dzsiszop
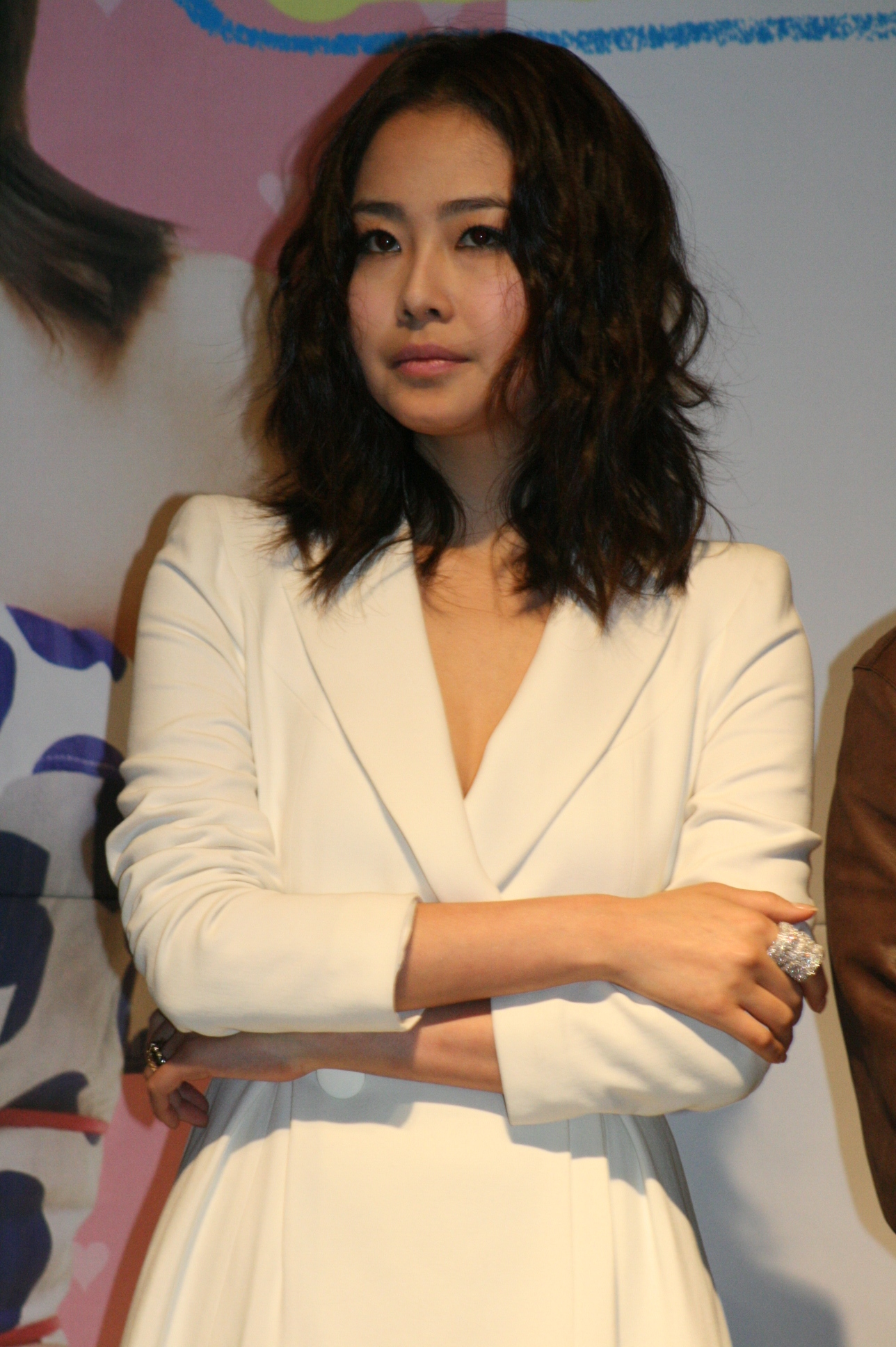
Hong Szuhjon
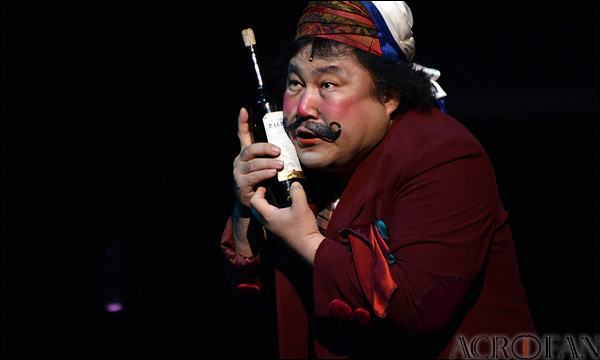
Ko Cshangszok
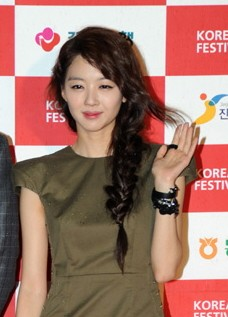
Csang Hidzsin